# Homo novus
Homo novus  fue la expresión usada en la Antigua Roma para designar a los hombres que eran los primeros de su familia en acceder al Senado romano o, más explícitamente, en ser elegidos cónsules. Cuando un hombre sin profundas raíces familiares senatoriales entraba en la vida pública hasta alcanzar un alto cargo mediante un ascenso sin precedentes el término usado era novus civis o «ciudadano nuevo».

## Historia

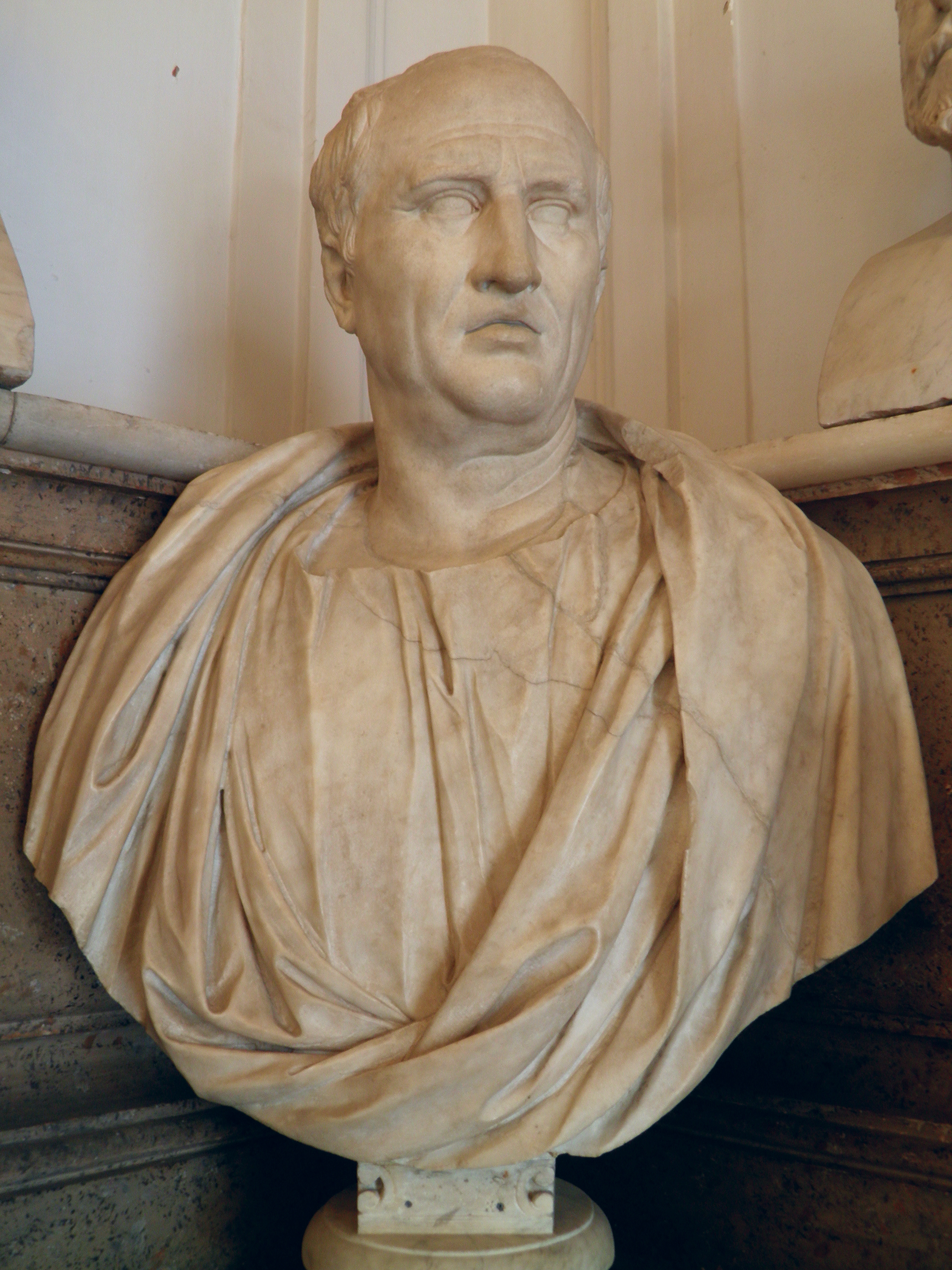
Busto de Cicerón, ejemplo de Homo novus de finales de República romana.

De acuerdo con la tradición, tanto el Senado como el consulado estaban restringidos a los patricios. Cuando los plebeyos obtuvieron el derecho a acceder a estos puestos durante el Conflicto de los órdenes, pasaron a denominarse novi homines. Con el paso del tiempo, los novi homines se hicieron más y más raros dado que algunas familias plebeyas se atrincheraron en el Senado como sus colegas patricios. Ya en tiempos de la primera guerra púnica causó sensación que dos novi homines fuesen elegidos en años consecutivos (Cayo Fundanio Fúndulo en 243 a. C. y Cayo Lutacio Cátulo en 242 a. C.). En el año 63 a. C. Cicerón fue el primer homo novus en más de treinta años.
Hacia finales del periodo republicano la distinción entre clases se hizo menos importante. Los cónsules provenían de una nueva élite, los nobiles, una aristocracia formada por todos los que podían demostrar ser descendientes directos por vía paterna de un cónsul. Dado que tales familias podían ser patricias o plebeyas, la distinción entre ambos tendió a reducirse a finales de la República.